# Sebastián Miranda (actor)
Sebastián  Juan Campusano, es un actor argentino (Buenos Aires, 28 de noviembre de 1969) conocido por su participación en Grande Pa!, Chiquititas y Muñeca brava.

## Actividad profesional
Comenzó su carrera de actor participando en innumerable comerciales.
Radicado en los Estados Unidos de América desde el año 2003 participó de la película Che Guevara (película de 2005)  interpretando a Raúl Castro.

## Televisión
- Mama Linda
- Entre la Vereda y el cielo
- Estación Terminal"
- El Rafa
- Los Miserables
- Nosotros y los miedos
- Compromiso
- Las 24 Horas
- El Teatro de Irma Roy
- Vínculos
- Un toque de conmoción
- Chicas y Chicos
- De Fulanas y Menganas
- Ciencia y Conciencia
- Clave de Sol
- El Teatro de Dario Vittori
- La Pensión de la Porota
- Teatro Para Picaros
- Así son los míos
- Amigos son los amigos
- Regalo del Cielo
- ¡Grande, Pa!
- Nano
- Para toda la vida
- El canal de Teddy
- Chiquititas[2]
- De corazón
- La nocturna
- Trillizos, dijo la partera
- Muñeca brava ... Chamuco[3]
- Amor Latino
- Provócame
- 22, el Loco
- Mil millones

## Teatro
- Hasta el próximo Verano" ("On Golden Pond" de Ernest Thompson") (1981)
- El dormitorio Centro Cultural San Martín
- El organito de Armando Discepolo
- Grande, Pa! de vacaciones" (1991/1992)
- Temporada Carlos Paz en el teatro La Sombrilla
- ¿Será virgen marido?
- La pastorela"
- Chiquititas 1998[4]
- Eva Perón[5]

## Cine
- Las aventuras de Tremendo (1986) director Enrique Cahen Salaberry.
- Memorias y olvidos (1987) director Simon Feldman
- Tuyo, no quiero nada (mediometraje) (2003)[6]
- Che Guevara (2005) director Josh Evans